# Peace Brigades International
Peace Brigades International (PBI) is opgericht in 1981 en is een non-gouvernementele organisatie, die geweldloze oplossingen voorstaat in conflictueuze en bedreigende politieke situaties. PBI zendt vrijwilligers uit om mensenrechtenactivisten te beschermen tegen mogelijk dreigend geweld. PBI beschermt momenteel activisten van mensenrechten-organisaties in Colombia, Guatemala, Mexico, Kenia, Honduras, Nepal, en Indonesië.
PBI is een door de Verenigde Naties erkende niet-gouvernementele organisatie (ngo). PBI is gevestigd in Londen en heeft nationale afdelingen in verschillende landen (waaronder de VS, Canada, Australië, Nieuw-Zeeland en een aantal Europese landen). PBI Nederland is sinds 2008 gevestigd in Utrecht.
PBI begeleidt mensenrechtenactivisten op hun verzoek. Zij fungeren als een letterlijke lijfwacht door bij hem/haar te zijn als een soort schild. Het gevaar van aanslagen wordt op deze manier beperkt, waardoor de organisaties hun werk kunnen blijven doen. Vrijwilligers worden voor minimaal een jaar uitgezonden voor deze taak.
Voor zijn unieke en leidende rol in de bescherming van mensenrechtenactivisten en de moed van de uitgezonden vrijwilligers ontving PBI in 1991 de Martin Ennals Award van Amnesty International voor mensenrechtenactivisten. In 1991 was PBI genomineerd voor de Nobelprijs voor de Vrede. Peace Brigades International Nederland ondersteunt de PBI-projecten door de werving en training van vrijwilligers, en door het organiseren van politieke en financiële steun.

## Geschiedenis (1983-1999)
Geïnspireerd door het werk van Shanti Sena in India, werd Peace Brigades International opgericht in 1981 door een groep van geweldloze activisten, waaraan o.a. Narayan Desai, Willoughby, Charles Walker, Raymond Magee, Jamie Diaz en Murray Thomson deelnamen. In 1983, tijdens de Contra War in Nicaragua, zond PBI voor het eerst een "vredesteam" naar de twistende partijen. Dit project werd uitgebreid met "Witness for Peace". Het eerste langetermijnproject werd datzelfde jaar gestart in Guatemala (1983-1999) gevolgd door El Salvador (1987-1992) en Sri Lanka (1989-1998), Noord-Amerika (1992-1999), Colombia (sinds 1994 de Balkan (1994-2001, i.s.m. andere organisaties), Haïti (1995-2000), Mexico (sinds 1998), Indonesië (1999-2011 en vanaf 2015) Nepal (2005-2014), Kenia (sinds 2013) en Honduras (sinds 2013).
In 1989, PBI vrijwilligers begeleidde de laureaat van de Nobelprijs voor de Vrede Rigoberta Menchú op het moment dat zij voor de eerste keer na haar verbanning terugkeerde naar Guatemala. Andere personen die PBI heeft beschermd waren Amilcar Mendez, Nineth Montenegro en Frank La Rue in Guatemala en Mario Calixto en Claudia Julieta Duque in Colombia.
Het werk dat PBI pioneerde en ontwikkelde, heeft veel andere organisaties geïnspireerd, zoals Witness for Peace, the Christian Peace Maker Teams, The Muslim Peacemaker Teams, Nonviolence Peaceforce, Protection International, The International Peace Observers Network en de Meta Peace Team.

## Organisatie
PBI bestaat uit teams die op democratische wijze beslissingen nemen. Het is niet hiërarchisch qua structuur. Er zijn drie verschillende niveaus: de Landgroepen, de Veldprojecten en de Internationale Groep. Iedere drie jaar vindt er een internationale bijeenkomst plaats die bijgewoond wordt door leden van allerlei afdelingen van de organisatie, om het beleid t.a.v. het landenprogramma te analyseren en bij te stellen.

## Vrijwilligers
PBI trekt vrijwilligers aan uit diverse achtergronden, afkomstig uit vele landen. Potentiële vrijwilligers moeten sterk gecommitteerd zijn aan het idee van geweldloosheid. Iedere vrijwilliger wordt getraind in de filosofie achter de geweldloosheid, geweldloze strategieën en groepsdynamiek. Alle vrijwilligers moeten de taal spreken van de landen waar zij werken. Een vrijwilliger mag niet een inwoner van het land zijn waarin hij/zij wenst te werken en verbindt zich voor minimaal een jaar.
Behalve uitzending naar veldprojecten is er ook de mogelijkheid om vrijwilliger te zijn in PBI's landengroepen.

## Prijzen
PBI heeft een aantal prijzen ontvangen voor zijn werk, zoals de Memorial Per la Pau "Josep Vidal I Llecha" (1989) de Friedrich Siegmund-Schultze Forderpreis (1995, PBI-Duitsland, de Memorial de la Paz y la Solidaridad Entre los Pueblos (1995), de Internationale Pfeffer Peace Prize (1996), de Akener International Peace Prize (1999) de Medalla Comemorativa de la Paz (1999). de Martin Ennals Award voor Human Rights Defenders (2001, Colombia Project) en de Jaime Brunet Prize (2011).